# Matteo II Visconti

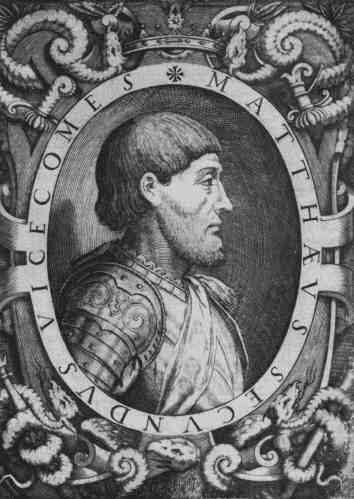
Matteo II Visconti

Matteo II Visconti (ca. 1319 - 29 september 1355) was medeheerser van Milaan samen met zijn broers Gian Galeazzo II en Bernabò. 

## Levensloop
Hij was de oudste zoon van Stefano Visconti en Valentina Doria. In 1342 huwde hij met Egidiola Di Filippino Gonzaga, van wie hij twee dochters had. Zijn oom Luchino Visconti verbande hem naar Montferrat in 1346, maar in 1350, na de dood van Luchino, keerde hij naar Milaan terug. 
Als medeheerser van het hertogdom na de dood van zijn oom Giovanni Visconti (1354) werden aan Matteo, naast het medebeheer over Milaan, Lodi, Piacenza, Parma en Bologna toegekend. Deze laatste werd hem ontnomen door zijn neef, de natuurlijke zoon van de aartsbisschop, Giovanni Visconti d'Oleggio.
Gian Galeazzo II was er niet de man naar om voor zijn deel te vechten. Hij verdeelde zijn tijd tussen de jacht en slemppartijen met rokkenjacht. Hij hield zich in de mogelijkheid losbandig te leven, door overmatig gebruik van verdovende middelen.
Op een dag liet hij zich ontvallen dat medebesturen toch niet zo prettig was als alleen besturen. Zijn broers vreesden dat hij zich van hen wilde ontdoen en zonder die mogelijkheid af te wachten, beslisten ze hem van kant te maken. Na een diner, tijdens dewelke hij volgens zijn moeder en anderen, door zijn broers werd vergiftigd, overleed hij.